# Plecia hamata
Plecia hamata är en tvåvingeart som beskrevs av Hardy 1968. Plecia hamata ingår i släktet Plecia och familjen hårmyggor. Inga underarter finns listade i Catalogue of Life.